# ماثيو راسيل
ماثيو راسيل (بالإنجليزية: Matthew Russell)‏ هو مجدف أسترالي، ولد في 1 أكتوبر 1972.

## وصلات خارجية
- مات راسيل على موقع الاتحاد الدولي للتجديف (الإنجليزية)